# In Rainbows
In Rainbows ist das siebte Studioalbum der britischen Band Radiohead. In Deutschland erschien es am 28. Dezember 2007 auf CD und Vinyl bei der Plattenfirma XL Recordings.
Das Album konnte bereits seit dem 10. Oktober 2007 über die offizielle Bandwebseite für einen selbst wählbaren Betrag heruntergeladen werden. Die Möglichkeit des kostenlosen legalen Downloads des Albums vor der offiziellen Veröffentlichung führte zu kontroversen Debatten in den Medien und bei anderen Musikern.
Die Band begann Anfang 2005 mit der Arbeit an dem Nachfolger des 2003 erschienenen Hail to the Thief. In der Zwischenzeit brachte Sänger Thom Yorke mit The Eraser sein erstes Soloalbum heraus. Fertiggestellt wurde das Album im Spätsommer 2007.
In Deutschland erreichte In Rainbows Platz acht der Albumcharts, in den USA und Großbritannien Platz eins.
Die Songs Jigsaw Falling into Place und Nude wurden als Single ausgekoppelt, sind aber im deutschsprachigen Raum nur als Import erhältlich.

## Entstehung
Nach einer Pause im Jahr 2004 begann die Band im Februar 2005 mit der Arbeit am siebten Album. Auf dem Londoner Ether Festival spielten Sänger Thom Yorke und Gitarrist Jonny Greenwood im März 2005 erstmals den Song Arpeggi. Weitere neue Songs folgten im Sommer bei dem Benefizkonzert Trade Justice Rally, wo sie Reckoner, Last Flowers und das bereits zu OK-Computer-Zeiten geschriebene, aber bis dato unveröffentlichte Nude spielten. Im August 2005 begannen schließlich die ersten Aufnahmesessions, die bis Anfang 2006 andauerten.
Laut Sänger Thom Yorke waren diese jedoch nicht sehr ergiebig, was zu Frustration innerhalb der Band führte. Man entschied sich im Februar 2006 schließlich dazu, mit Mark „Spike“ Stent anstelle des Stammproduzenten Nigel Godrich zu arbeiten. Bis Ende April 2006 schrieb die Band viele neue Songs, jedoch bereitete das Aufnehmen weiterhin Probleme, sodass man eine Tour durch Europa und Nordamerika ankündigte, um wieder ein Ziel vor Augen zu haben. Radiohead spielten hierbei sowohl auf großen Festivals, wie z. B. dem Bonnaroo und dem V Festival, als auch Konzerte in kleineren Clubs und Theatern. Während der Tour spielten sie viele neue Songs, die später auf In Rainbows veröffentlicht wurden.
Im September 2006 kehrte die Band ins Studio zurück, diesmal wieder mit Produzent Nigel Godrich. Anfang des Jahres 2007 begann man damit, Bilder und Textauszüge im Band-Blog zu veröffentlichen. Im Juni stellte Godrich einen kurzen Videoclip online, der Auszüge aus den Songs Jigsaw Falling into Place, Down Is the New Up, Bangers + Mash, All I Need, Faust Arp und Weird Fishes/Arpeggi enthielt. Den letzten Feinschliff verpasste die Band dem Album dann im Juli und August 2007 in New York City.

## Musikalischer und lyrischer Inhalt

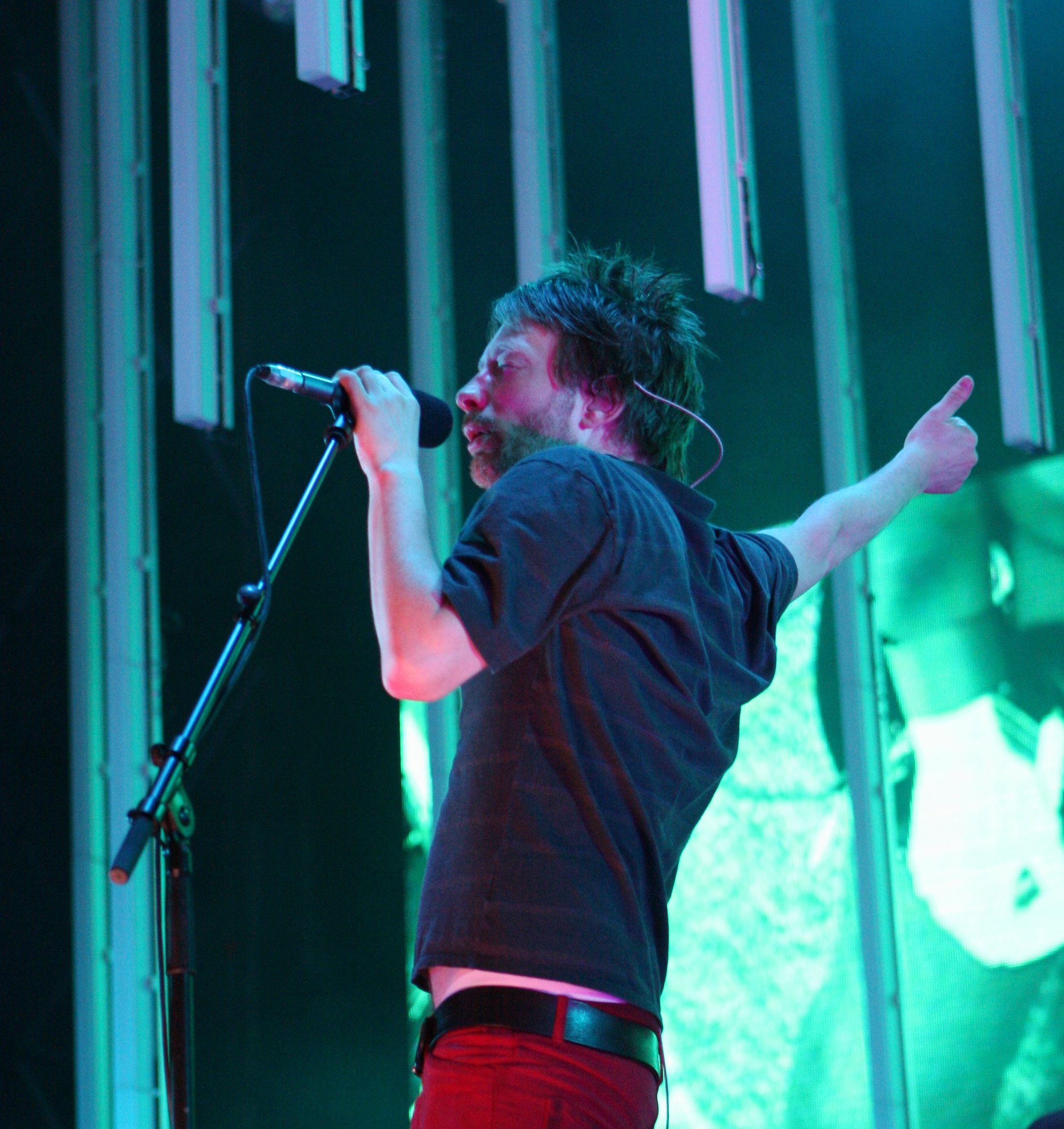
Thom Yorke auf dem Daydream Festival in Barcelona am 12. Juni 2008

15 Step, das erste Lied des Albums, nahm die Band zusammen mit einer Gruppe Kinder des Matrix Music School & Arts Centre Oxford auf. Laut Colin Greenwood war zunächst geplant, dass sie in die Hände klatschen; diese Idee wurde jedoch letztlich verworfen. In der finalen Version hört man sie etwa in der Mitte des Liedes jubeln. 15 Step wird von einem Drumloop im 5/4-Takt und Yorkes hoher Stimme angetrieben.
Das zweite Lied Bodysnatchers beschrieb Yorke in einem Interview mit der englischen Musikzeitschrift Mojo als eine Mischung aus Wolfmother, Neu und Psychedelic Rock. Das Stück ist von einer verzerrten Gitarre und dem Bass geprägt und ist eines der rockigsten der Platte. Allerdings kommen dazwischen auch von Jonny Greenwood gespielte Synthesizer zum Einsatz. Textlich ist Bodysnatchers, wie die meisten Lieder auf In Rainbows, eher abstrakt. Am Ende des Stückes wird das mehrfach wiederholte I've seen it coming (Ich habe es kommen sehen) vom lauten Gitarrenriff in den Hintergrund gedrückt.
Auf einigen Songs, wie beispielsweise in All I Need und Nude, kommen Streicher des Millennia Ensembles zum Einsatz. Bereits 1998, während der Tour zu OK Computer, wurde Nude unter dem Arbeitstitel Big Ideas live gespielt. Allerdings fühlte sich Yorke lange Zeit unwohl mit der Art des Gesanges, sodass es lange dauerte, bis das Lied letztlich doch auf einem Tonträger erschien. Auf der Albumversion ist das Lied sehr sparsam arrangiert und Yorkes durch Hall verzerrte Stimme steht im Vordergrund. Durch die Streicher und den Hall wird jedoch eine bedrohlich wirkende Atmosphäre geschaffen.
Faust Arp ist mit nur knapp über zwei Minuten zwar das kürzeste Lied des Albums, hat aber trotzdem den längsten Text. Das Stück kommt völlig ohne Schlagzeug und Bass aus, Yorke wird nur von Streichern und einer akustischen Gitarre begleitet.
Nach einer Zeile des siebten Liedes Reckoner wurde das Album benannt. Das Stück ist von Yorkes Falsett-Gesang geprägt und erlebt nach circa zweieinhalb Minuten einen starken Bruch. War das Stück zunächst von Gitarre und Schlagzeug geprägt, setzt die Begleitung zunächst völlig aus, nach einer Weile kommen einige Streicher hinzu und nach etwas mehr als drei Minuten und fünfzehn Sekunden setzen dann wieder das eingängige Gitarrenriff und das Schlagzeug vom Anfang ein.
Das drittletzte Stück House of Cards wird von einem immer wiederkehrenden Gitarrenriff gestützt und sparsam mit Streichern und elektronischen Geräuschen ergänzt. Im Gegensatz zu den meisten anderen Liedern des Albums ist die Grundstruktur von House of Cards durchgehend und erlebt bis zum Ende des Stückes keinen grundlegenden Wechsel in Arrangement, Tempo oder Dynamik.
Als „reinste Qual“ bezeichnete Yorke die Aufnahmen zu Videotape, dem letzten Lied von In Rainbows. Auf der Livetour 2006 noch mit der gesamten Band gespielt, wurde es auf dem fertigen Album schließlich zur Pianoballade mit einem zum Ende hin immer dominanter werdenden Drumloop.
Ein Jahr vor der Veröffentlichung sprach Yorke in einem Interview noch davon, dass das kommende Album ähnlich wie OK Computer sei, jedoch „furchteinflößender“. Nachdem das Album schließlich erschienen war, sagte Yorke, es sei geprägt von der „verdammten Panik, wenn einem klar wird, dass man irgendwann sterben wird […]“ und Gitarrist Ed O’Brien ergänzt, dass die Texte eher „allgemein sind und keine politischen Absichten verfolgen“.

## Vertrieb
Nach dem 2003 erschienenen Hail to the Thief lief Radioheads Vertrag mit dem Majorlabel EMI aus. Lange herrschte Ungewissheit, wie man das neue Album veröffentlichen solle. Sänger Thom Yorke sagte in einem Interview, dass man zwar gerne mit den Mitarbeitern von EMI weiterarbeiten würde, jedoch mit dem gewinnorientierten Kurs des neuen Managements nicht einverstanden sei.
Am 1. Oktober 2007 kündigte die Band schließlich über ihren Weblog Dead Air Space an, dass das neue Album fertig sei und ab dem 10. Oktober auf der Seite inrainbows.com zum Download bereitstehe. Der Hörer solle dabei selbst entscheiden, ob und wie viel er zu zahlen bereit sei („No really, it's up to you“ – „Nein wirklich, es liegt ganz bei dir“). Bis zum 10. Dezember 2007 konnte man sich für einen beliebigen Betrag das Album als DRM-freie MP3-Dateien im ZIP-Paket herunterladen. Allerdings enthielt der Download kein Artwork und die MP3-Qualität war mit 160 kbps vergleichsweise gering. Gitarrist Jonny Greenwood erklärte dazu in einem Interview, dass man den Fokus auf eine schnelle Verfügbarkeit und nicht auf bestmögliche Qualität setzen wollte, da es ja schließlich keine CD sei und man den Download auch nicht für den Preis einer CD angeboten habe.
Zum finanziellen Erfolg dieser Strategie gibt es keine offiziellen Angaben. Das Unternehmen comScore beobachtete das Verhalten von knapp 1000 Besuchern der Radiohead-Website, von denen etwa 62 Prozent nichts für das Album bezahlten. Eine Onlineumfrage unter 3000 Personen ergab dagegen, dass zwei Drittel für den Download gezahlt hätten. In Medienberichten war von insgesamt ca. 1,2 Millionen Downloads des Albums von der offiziellen Seite die Rede.
Die Band dementierte, dass die in den Medien genannten Zahlen zutreffen.
Fans konnten außerdem eine sogenannte Discbox bestellen. Diese enthielt das reguläre Album auf CD, eine Bonus-CD mit acht weiteren neuen Songs sowie zwei Schallplatten, die die zehn Songs der regulären CD enthalten. Geliefert wurde die Discbox in einem großformatigen Hardcover-Artwork von Stanley Donwood, einem der Band nahestehenden Künstler, der auch schon die Cover vorheriger Alben gestaltete. Ausgeliefert wurde diese Discbox ab Mitte Dezember. Wie angekündigt, erschien das Album einige Zeit später auch als traditionelle CD/LP. In Japan wurde das Album als erstes veröffentlicht (26. Dezember), es folgten Deutschland (28. Dezember) und Australien (29. Dezember) und schließlich die USA und Großbritannien am 31. Dezember. In den meisten Ländern erschien In Rainbows auf XL Recordings. Ausnahmen sind Japan (Hostess) und die USA/Kanada (ABO)
Für den Sommer 2008 wurde zudem eine umfangreiche Welttournee angekündigt, bei der die Band erstmals seit 2003 auch wieder in Deutschland spielte.

### Kommentare anderer Musiker zum Vertrieb
Die Aussagen anderer Musiker zur Veröffentlichungspolitik von In Rainbows waren sehr unterschiedlich. Einige, wie beispielsweise Trent Reznor von Nine Inch Nails oder der Rapper Saul Williams lobten den Schritt und haben mit Ghosts I-IV beziehungsweise The Inevitable Rise and Liberation of NiggyTardust! Platten nach ähnlichem Prinzip veröffentlicht.
Kritik hingegen kam zum Beispiel von Lily Allen. Sie bezeichnete das Verhalten der Band als „arrogant“ und ist der Meinung, die Band „sende ein falsches Signal an junge Bands, die nicht so reich und berühmt sind wie Radiohead“.
Noel Gallagher sagte, dass ein solcher Veröffentlichungsmodus für seine Band Oasis „nur über seine Leiche“ möglich sei. Auch Gene Simmons von Kiss und Robert Smith von The Cure äußerten sich negativ über die Art und Weise der Veröffentlichung.

## Artwork
Das Artwork des Albums wurde, wie bei allen Veröffentlichungen von Radiohead seit 1994, von Stanley Donwood entwickelt. Für In Rainbows experimentierte Donwood unter anderem mit photographischer Radierung, indem er farbige Drucke in Säurebäder legte. Seine ursprüngliche Idee, im Artwork das Motiv des Vorstadtlebens zu verwenden, verwarf er, da dies seiner Meinung nach nicht zum Sound des Albums gepasst hätte.
Zur fertigen grafischen Gestaltung sagt Donwood selbst: „[…] Es ist farbenreich […] Es ist zwar ein Regenbogen, jedoch ein sehr giftiger, mehr einer von der Sorte, die man in einer Pfütze sehen würde.“
Die Discbox-Ausführung enthält, neben dem Textbuch, eine großformatige, 16-seitige Sammlung von weiteren Arbeiten Donwoods.

## Webcasts
Nach Erscheinen des Albums spielte die Band drei sogenannte Webcasts, die auf einer speziell dafür eingerichteten Internetseite als Videostream ausgestrahlt wurden. Angekündigt wurden die drei Webcasts jeweils über den Dead Air Space-Blog.
Der erste der drei Webcasts wurde am 11. November 2007 gezeigt und heißt Thumbs Down (deutsch: Daumen runter). Neben einigen eigenen Liedern spielte die Band Coverversionen von The Smiths (Headmaster Ritual), Björk (Unravel) und New Order (Ceremony). Außerdem feierte das Video zu Jigsaw Falling into Place Premiere, für das sich die Band beim Musizieren mithilfe von in Fahrradhelmen integrierten Kameras selbst filmte.
Zum Erscheinen von In Rainbows als reguläre CD/LP in Großbritannien und den USA wurde am 31. Dezember 2007 Scotch Mist ausgestrahlt. Radiohead spielten dabei alle Stücke von In Rainbows, jedoch nicht in der Reihenfolge, wie sie auf dem Album erschienen.
Der letzte Webcast wurde am 16. Januar 2008 gezeigt. Im Gegensatz zu den beiden anderen Webcasts spielte die Band diesmal vor Publikum. Für das kostenlose Konzert in London musste wenige Stunden vor Beginn der Veranstaltungsort wegen zu großer Nachfrage gewechselt werden. Letztendlich fand es im 93 Feet East statt und Radiohead spielten In Rainbows komplett (und in originaler Reihenfolge), Up On The Ladder von der Bonus-CD der Discbox sowie vier Lieder von vorherigen Alben.

## Ausgekoppelte Singles

### Jigsaw Falling into Place
Die erste ausgekoppelte Single, Jigsaw Falling into Place, enthält als B-Seiten Live Versionen der Songs Down Is The New Up und Last Flowers, die bereits im November 2005 im Rahmen der Fernsehsendung From The Basement aufgenommen wurden.
Das Video zu Jigsaw Falling into Place wurde im Webcast Thumbs Down erstmals ausgestrahlt (siehe oben).

### Nude
Für die zweite Single Nude wurden als B-Seiten Down is the New Up und 4 Minute Warning von der Bonus-CD der Discbox verwendet.
Außerdem hat die Band die einzelnen Spuren des Liedes bei iTunes zum Kauf angeboten, damit Fans ihren eigenen Remix des Songs anfertigen können. Auf der offiziellen Seite wurden über 2200 Remixe hochgeladen.

### House of Cards / Bodysnatchers
Ende Juni erschienen die Songs House of Cards und Bodysnatchers als Promo-CD. Im Video zu House of Cards kommt Lasertechnik anstelle von herkömmlichen Kameras zum Einsatz. Thom Yorke äußerte sich dazu in einem Interview wie folgt: „Mir gefällt die Idee, Technologie in einer Art und Weise zu verwenden, für die sie eigentlich nicht konzipiert worden ist. […] Ich finde den Gedanken, ein Video nur mit Hilfe von Lasern zu drehen, das dennoch echte Menschen und ihre Umgebung einfangen kann, sehr spannend.“

### Reckoner
Ende September 2008 erschien mit Reckoner ein weiterer Song als Download und Promo-CD. Wie schon bei Nude wurde erneut ein Remix-Wettbewerb durchgeführt, bei dem wieder mehr als 1600 Einsendungen eingingen.

## Rezensionen
In Rainbows wurde von den Musikkritikern überwiegend sehr positiv aufgenommen. Das belegen beispielsweise die 88 von 100 Bewertungspunkte, die das Album auf Metacritic erhielt. Das Album hat somit den drittbesten Kritikerdurchschnitt des Jahres 2007.
In der deutschen Musikpresse hat In Rainbows gute bis sehr gute Resonanz gefunden. Beispielsweise wurde es von den Fachzeitschriften Musikexpress und Visions zum Album des Monats Dezember 2007 gekürt. Plattentests.de bewertete es mit neun von zehn Punkten und bei laut.de schnitt es in der Redaktionswertung mit vier von fünf Punkten ab.

„Fest steht: Mit In Rainbows bekommt der Fan ein Album, das sich weniger zugänglich zeigt als der Vorgänger Hail to the Thief, aber nicht so verschlossen bleibt wie Kid A oder Amnesiac. Jazzige Elemente sucht man vergebens, dafür finden sich jede Menge elektronische Spielereien, fein zurückhaltend und im Hintergrund stehend.“

Auch in der englischen Fachpresse erhielt es gute Noten. The Guardian und Q gaben beispielsweise volle Punktzahl; bei Pitchfork Media erhielt es 9,3 von zehn möglichen Punkten. In der Times erhielt In Rainbows immerhin vier von fünf Bewertungseinheiten und auch All Music Guide und Rolling Stone gaben mit viereinhalb von fünf möglichen Punkten eine positive Bewertung ab. Rob Sheffield vom Rolling Stone dazu in seiner Rezension:

„Alle Lieder sind gut, keines klingt wie irgendeine andere Band auf diesem Planeten; es liefert eine ergreifende Mischung, die beweist, dass alle anderen Rockbands uns eine Ausrede schuldig sind. […] Keine verschwendeten Momente, keine schwachen Lieder: Einfach nur Radiohead.“

Das Album erhielt Grammynominierungen in den Sektionen Album of the Year, Best Alternative Music Album, Producer of the Year (Non-Classical) und Best Boxed or Special Limited Edition Package. Gewonnen hat das Album in den beiden Kategorien Best Alternative Music Album and Best Special Limited Edition Package. Drei weitere Grammynominierungen gab es für das Video zu House of Cards.

## Beteiligte Personen
- The Millennia Ensemble – Streicher
- Matrix Music School – Kinderchor in 15 Step

Produktion
- Nigel Godrich – Produzent, Mixer, Tontechniker
- Richard Woodcraft – Tontechniker
- Hugo Nicolson – Tontechniker
- Dan Grech-Marguerat – Tontechniker
- Bob Ludwig – Mastering
- Stanley Donwood – Artwork
- Thom Yorke (unter dem Pseudonym Dr Tchock) – Artwork

## Kommerzieller Erfolg

### Chartplatzierungen
In Rainbows stieg in vielen Ländern direkt auf Platz 1 ein. In Deutschland war die höchste Chartposition jedoch lediglich Platz acht, in Österreich nur Platz zwölf, in der Schweiz hingegen immerhin Platz zwei.
Die Single Jigsaw Falling Into Place stieg in die britischen Single-Charts lediglich auf Platz 30 ein, was für Radiohead die schlechteste Singleplatzierung in Großbritannien seit dem 1993 erschienenen Pop is Dead bedeutete. Die zweite Single Nude kletterte in Großbritannien auf Rang 21 der Singlecharts. Im deutschsprachigen Raum sind die Singles nur als Import erhältlich.
| ChartsChartplatzierungen       | Höchstplatzierung | Wochen |
| ------------------------------ | ----------------- | ------ |
| Deutschland (GfK)              | 8 (7 Wo.)         | 7      |
| Österreich (Ö3)                | 12 (6 Wo.)        | 6      |
| Schweiz (IFPI)                 | 2 (13 Wo.)        | 13     |
| Vereinigte Staaten (Billboard) | 1 (52 Wo.)        | 52     |
| Vereinigtes Königreich (OCC)   | 1 (21 Wo.)        | 21     |

| ChartsJahrescharts (2008)      | Platzierung |
| ------------------------------ | ----------- |
| Schweiz (IFPI)                 | 79          |
| Vereinigte Staaten (Billboard) | 60          |
| Vereinigtes Königreich (OCC)   | 76          |

### Auszeichnungen für Musikverkäufe
Von der Discbox wurden weltweit zwischen 60.000 und 80.000 Stück verkauft.
| Land/Region                  | Auszeichnungen für Musikverkäufe (Land/Region, Auszeichnung, Verkäufe) | Verkäufe  |
| ---------------------------- | ---------------------------------------------------------------------- | --------- |
| Belgien (BRMA)               | Gold                                                                   | (15.000)  |
| Dänemark (IFPI)              | Platin                                                                 | (20.000)  |
| Europa (Impala)              | Platin                                                                 | 500.000   |
| Italien (FIMI)               | Gold                                                                   | (25.000)  |
| Japan (RIAJ)                 | Gold                                                                   | 100.000   |
| Kanada (MC)                  | Platin                                                                 | 100.000   |
| Neuseeland (RMNZ)            | Platin                                                                 | 15.000    |
| Vereinigte Staaten (RIAA)    | Gold                                                                   | 500.000   |
| Vereinigtes Königreich (BPI) | Platin                                                                 | (300.000) |
| Insgesamt                    | 4× Gold · 5× Platin ·                                                  | 1.215.000 |

Hauptartikel: Radiohead/Auszeichnungen für Musikverkäufe